# Red Storm
Red Storm è un'architettura per supercomputer sviluppata dalla Cray per l'Advanced Simulation and Computing Program dell'United States Department of Energy e del National Nuclear Security Administration su specifiche dei Sandia National Laboratories. L'architettura venne venduta da Cray come Cray XT3.
Red Storm era un supercomputer a parallelismo massivo a memoria condivisa basato su una rete a maglia tridimensionale. I processori utilizzati erano dei processori commerciali AMD Opteron e il sottosistema di memoria utilizzava delle memorie commerciali DIMM. La rete di connessione chiamata SeaStar era l'unico componente non standard ed era basato su un ASIC custom che utilizzava un processore PowerPC 440 come unità di calcolo. 
Il sistema venne attivato nel 2005 e la configurazione iniziale era formata da 10 880 processori single core a 2.0 GHz, 10 368 erano dedicati alle elaborazioni numeriche mentre i rimanenti 512 processori erano dedicati a operazioni di servizio e di interfacciamento con l'esterno ed eseguivano una versione modificata del sistema operativo Linux. La configurazione iniziale era stipata in 140 armadi e occupava 280 metri quadrati.
Il sistema Red Storm era sviluppato per essere molto scalabile, il sistema poteva partire da un singolo armadio e poteva crescere fino a centinaia di armadi. Nel 2006 il sistema venne potenziato con processori Opteron dual-core a 2.4 GHz. Un ulteriore gruppo di armadi furono aggiunti al sistema portando la macchina ad avere 26 000 core. Il sistema risultante sviluppava 124.4 TeraFLOPS teorici di picco e secondo il benchmark LINPACK sviluppava 101.4 TeraFLOPS.
Un secondo aggiornamento nel 2008 utilizzò la tecnologia Cray XT4. Vennero utilizzati Opteron quad-core e la memoria venne portata a 2 GB per core. Le prestazioni teoriche crebbero fino a 284 TeraFLOPS.
Secondo la classifica TOP500 le prestazioni del sistema furono:
- Novembre 2005: 6ª posizione (36.19 TFLOPS)[5]
- Novembre 2006: 2ª posizione (101.4 TFLOPS)[6]
- Novembre 2008: 9ª posizione (204.2 TFLOPS)[7]

Il sistema era sviluppato per eseguire in singoli programmi che richiedessero un'elevata potenza di calcolo. Questo in contrasto con i sistemi a cluster che normalmente suddividono il sistema in sottosistemi che seguono programmi diversi. Al fine di ottenere un supercomputer in grado di eseguire in modo efficiente un singolo programma il sottosistema di memoria, la rete e le unità di calcolo furono bilanciate in modo da ottenere un sistema equilibrato. In un sistema di questo genere per garantire una comunicazione efficace tra i nodi si decise di utilizzare una comunicazione interprocesso. Questa tecnica era già stata utilizzata da sistemi come l'Intel Teraflops e l'Intel Paragon. I processori dedicati alle elaborazioni utilizzavano un kernel leggero chiamato Catamount che si basava sul sistema operativo utilizzato dal sistema operativo Cougar utilizzato dall'ASCI Red.